# سرتان (مهاباد)
قرية سرتان (بالكردية: سەرتان) هي إحدى القرى التابعة لـمنغور الشرقية في ريف قسم خليفان من مقاطعة مهاباد، في محافظة أذربیجان الغربیة الإيرانية.

## السكان
حسب إحصاءات سنة 2006، بلغ إجمالي السكان في سرتان 250 نسمة وعدد المساكن 51 مسكن. لغة سكان سرتان هي اللغة الكردية و هم من أهل السنة والجماعة والمذهب الشافعي.